# Juho Mäkelä
Juho Mäkelä (Oulu, 23 juni 1983) is een Finse profvoetballer die als spits speelt bij HIFK in de Veikkausliiga.

## Carrière
Mäkelä startte zijn voetballoopbaan bij OLS Oulu en Tervarit in zijn geboorte stad Oulu, voordat hij naar de Veikkausliiga topclub HJK Helsinki verhuisde in het seizoen 2003. Hij scoorde 33 goals in 66 wedstrijden voor de club in drie seizoenen en was in 2005 topscorer met 16 goals in de Veikkausliiga. Zijn bijnaam is 'de Chirurg'.
in januari 2006 verhuisde Mäkelä naar de Schotse club Heart of Midlothian. Zijn eerste goal scoorde hij op 8 april 2006 in de 4-0 thuisoverwinning tegen Dunfermline Athletic. In de loop van de competitie maakte Mäkelä meer indruk in de beker dan in de reguliere competitie, waar hij tot twee goals kwam. In januari 2007 werd Juho voor een halfjaar verhuurd aan het Zwitserse FC Thun en aan het einde van hetzelfde seizoen kwam hij op proef bij SpVgg Greuther Fürth, wat op niks uitliep. Op 24 april 2008 werd Mäkelä voor 6 maanden verhuurd aan zijn voormalige club HJK Helsinki. Daar scoorde hij 7 goals in 13 wedstrijden en keerde in juli terug bij zijn club in Edinburgh. In januari 2009 werd hij verlost van zijn contract bij Hearts en keerde dit keer definitief terug bij HJK Helsinki. In 2009 en 2010 werd hij met zijn club kampioen van Finland.
In december 2010 tekende Mäkelä een contract met Sydney FC in Australië. Hij scoorde gelijk bij zijn debuut met Gold Coast, maar na het seizoen werd zijn contract niet verlengd. Juho keerde weer terug naar Finland, waar hij bij zijn oude club HJK in het seizoen 2012 tien goals maakte in 27 wedstrijden. In januari 2013 kreeg Mäkelä een aanbod van de Duitse club SV Sandhausen, waar hij maar kort verbleef en ging vervolgens naar het Zwitserse FC Sankt Gallen, waar hij ook korte tijd speelde. Hij keerde weer terug naar Finland en kwam per 7 mei 2014 voor IFK Mariehamn uit, waarna hij zijn loopbaan bij SJK vervolgde.